# Malualkon
Malualkon – miasto w Sudanie Południowym w stanie Aweil Wschodni. Liczy 2622 mieszkańców (szacunek 2013).